# سیارک ۸۴۹۲۸
سیارک ۸۴۹۲۸ (به انگلیسی: 84928 Oliversacks، نامگذاری:2003WE13) هشتاد و چهار هزار و نهصد و بیست و هشتمین سیارک کشف شده‌است که در ۱۶ نوامبر ۲۰۰۳ کشف شد.